# لو جونز (مصور)
لو جونز (بالإنجليزية: Lou Jones) هو مصور أمريكي، ولد في 1945 في واشنطن العاصمة في الولايات المتحدة.